# Krampač
Krampač je priimek več znanih Slovencev:
- Ivan Krampač (*1923), zdravnik internist